# Premnoplex
Premnoplex là một chi chim trong họ Furnariidae.